# Znanje (tvrtka)
Znanje je jedna je od najstarijih izdavačkih kuća u Hrvatskoj, s dugogodišnjom tradicijom u nakladničkoj, tiskarskoj i knjižarskoj djelatnosti. U 2017. godini Znanje je ponovno pokrenulo vlastitu knjižarsku mrežu, te danas broji ukupno sedam knjižara pozicioniranih u većim hrvatskim gradovima.

## Nakladništvo
U nakladničkom sektoru imaju biblioteku svjetskih najboljih prodavanih knjiga (bestseller) i biblioteku džepnih izdanja "Knjiga dostupna svima", Znanje izdaje i priručnike praktične namjene, kuharice, autobiografije, lektirne naslove te široku ponudu slikovnica i knjiga za djecu.
Proizvodni program obuhvaća oko 130 novih naslova godišnje. Biblioteka džepnih izdanja "Knjiga dostupna svima" svaki mjesec hrvatskim čitateljima donosi prijevode poznatih svjetskih naslova. U 2013. godini obnovljena je biblioteka, nekad najpopularnije biblioteke čitatelja čija tradicija seže 48 godina unatrag do 1969. godine. 
U seriji knjiga za djecu Stribor objavljeni su neki od najvećih klasika svjetske književnosti za djecu, među kojima veliki broj ulazi u obvezne ili izborne lektirne naslove u osnovnim školama. Među ostalim dječjim izdanjima Znanje ima raznolik izbor slikovnica, bojanki, vježbenica i edukativnih knjiga za djecu različitih uzrasta.
Uz beletristiku, Znanje izdaje razne publicističke naslove. Znanje je objavilo sveučilišne udžbenike "Sportska prehrana" i "Tjelesno vježbanje i zdravlje" za koje je odlukom Senata Sveučilišta u Zagrebu odobreno objavljivanje djela u nizu Manualia universitatis studiorum Zagrabiensis, čime Znanje objavljuje akademska i znanstvena djela.

## Povijest
Počeci izdavačke kuće Znanje započinju 1925. godinu kada je Hrvatska seljačka stranka utemeljila kulturno-prosvjetnu organizaciju Seljačka sloga. Od 1925. pa do 1941. godine, kada je rat prekinuo njezino djelovanje, Seljačka sloga imala je bogatu prosvjetnu i kulturnu djelatnost s više od 1 200 ogranaka po hrvatskim selima i s preko 45 000 članova. S dolaskom Drugog svjetskog rata prekida se svaka djelatnost Seljačke sloge i njezinih ogranaka.
Nakon rata, Seljačka sloga se obnavlja i transformira. 1947. godine osniva se "Izdavačko poduzeće Seljačka sloga", a godinu dana kasnije Seljačka sloga ulazi u Savez kulturno-prosvjetnih društava Hrvatske. Godine 1958. Seljačka sloga mijenja naziv u "Izdavačko knjižarsko poduzeće Znanje", a pet godina kasnije, 1963., udružuje se s "Poljoprivredno nakladnim zavodom iz Zagreba".
Osim izdavanje priručnika praktične namjene, Znanje je krajem 60-tih godina pokrenulo ambiciozan projekt objavljivanja sabranih djela Tina Ujevića. Zlatno razdoblje Znanja započinje 1969. godine kad Zlatko Crnković preuzima uredništvo na poziv tadašnjeg pomoćnika direktora Josipa Katalinića. Crnkovićeva je glavna zadaća bila transformacija Znanja iz neprofitabilne izdavačke kuće u uspješnu tvrtku. Tako je 1969. godine nastala biblioteka svjetskih bestselera HIT.
Biblioteka ITD kolokvijalno zvana “žutom” bibliotekom, zbog svojeg karakteristično žutog omota, osnovana je 1974. godine. Objavljeni naslovni raznolikih književnih žanrova, od poezije, proze, drame i eseja pa do feljtona, putopisa i književnih kritika koji često nisu profitabilni. Zlatko Crnković uređuje biblioteku dvadeset godina, od 1974. do 1994. godine, za to vrijeme objavljeno je 160 naslova.
Znanje 1993. godine prolazi kroz razdoblje privatizacije. Dolaskom novog vodstva mijenja se i uređivačka politika, a nakon dugogodišnjeg rada Zlatko Crnković odlazi iz Znanja. Dolaskom urednice Vere Barić, 1994. pokrenuta je dječja "Biblioteka Stribor" po kojoj će Znanje tijekom 90-ih godina biti najprepoznatljivija. U lipnju 2010. godine pokrenuta je biblioteka "Knjiga dostupna svima".
Počevši od 2015. godine, nakladnička kuća Znanje je preuzimanjem poslovanja dotad najvećeg hrvatskog izdavača rječnika i suosnivača Hrvatskog jezičnog portala Novog libera proširila ponudu vlastitih tiskanih izdanja rječnicima i ostalim naslovima iz naklade Novog Libera.

## Vanjske poveznice
- Službena stranica
- Znanje na Facebooku
- Znanje na Instagramu